# Fabian Bäcker
Fabian Bäcker (* 28. Mai 1990 in Rotenburg an der Fulda) ist ein deutscher Fußballspieler und -trainer. Er ist Spielertrainer bei Germania Ober-Roden.

## Karriere

### Vereine

#### Jugend
Bäcker wurde im nordhessischen Rotenburg an der Fulda geboren und spielte in seiner Jugend für den VfB Heringen, SV Eimelrod, JSG Upland und Borussia Mönchengladbach. Dort durchlief er zahlreiche Jugendmannschaften und machte zuletzt in der A-Jugend auf sich aufmerksam, wo ihm in der A-Junioren-Bundesliga 42 Tore in 48 Spielen gelangen. Parallel spielte Bäcker auch bereits in Borussias U-23-Mannschaft in der Regionalliga West, wo er in 13 Spielen zwei Tore erzielte.

#### Profivertrag bei Borussia Mönchengladbach
Zur Saison 2009/10 unterschrieb Bäcker einen Profivertrag bei Borussia Mönchengladbach. Sein Bundesligadebüt feierte er am 16. Januar 2010 im Spiel gegen den VfL Bochum, als er in der 63. Minute für Moses Lamidi eingewechselt wurde. In der 80. Minute erzielte er das Tor zum 1:2-Endstand. Im weiteren Saisonverlauf wurde er noch ein weiteres Mal eingewechselt. Sonst spielte er überwiegend in der U-23-Mannschaft der Gladbacher und erzielte dort fünf Tore in 27 Spielen. In der Spielzeit 2010/11 kam er bis auf eine Einwechslung im Achtelfinale des DFB-Pokals zu keinem weiteren Einsatz in der Profimannschaft der Gladbacher. Für die U-23 erzielte er in 20 Spielen elf Tore.

#### Alemannia Aachen
Um mehr Spielpraxis zu sammeln wechselte Bäcker zur Saison 2011/12 zum Zweitligisten Alemannia Aachen und unterschrieb dort einen Zweijahresvertrag. Sein Ligadebüt für die Alemannia feierte er am 24. Juli 2011 im Spiel gegen Eintracht Braunschweig, als er in der 82. Minute für Alper Uludağ eingewechselt wurde. Ein Tor und ein weiterer Einsatz im Zweitligateam blieb ihm jedoch verwehrt. Stattdessen kam er in der U-23-Mannschaft der Aachener in der NRW-Liga zu neun Einsätzen. Zur Rückrunde der Saison kehrte er leihweise zu Borussia Mönchengladbach II zurück. Dort kam er zu 14 Spielen in der Regionalliga West, in denen er sieben Tore erzielte.

#### Kickers Offenbach
Zu Beginn der Saison 2012/13 kehrte Bäcker zu der mittlerweile in die 3. Liga abgestiegenen Alemannia zurück. Da er in den ersten fünf Saisonspielen nicht im Kader stand, wechselte er zum Ligakonkurrenten Kickers Offenbach. Zu seinem Ligadebüt bei den Kickers kam er am 25. August 2012, als er in der 75. Minute für Thomas Rathgeber eingewechselt wurde. Sein erstes und einziges Tor dieser Saison erzielte er am 16. März 2013 im Spiel bei den Stuttgarter Kickers. Nach der Saison bekamen die Kickers keine neue Lizenz für die 3. Liga und mussten in die Regionalliga Südwest absteigen. Bäcker blieb als einer von wenigen Spielern den Kickers dennoch treu und wurde unter anderem deshalb zum Publikumsliebling auf dem Bieberer Berg. Nach der Spielzeit 2015/16 lief sein Vertrag in Offenbach aus.

#### FC Bayern Alzenau
Zur Saison 2016/17 wechselte Bäcker zum Hessenligisten FC Bayern Alzenau. Dort erzielte er sieben Tore bei 13 Einsätzen.

#### Germania Ober-Roden
Seit der Saison 2017/18 spielt Bäcker für Germania Ober-Roden. Zur Spielzeit 2019/20 übernahm er die Mannschaft zusätzlich als Trainer.

### Nationalmannschaft
Bäcker durchlief von der U18 an die Jugendnationalmannschaften des DFB. Er spielte elfmal für die U19-Auswahl und erzielte dabei drei Tore. Für die U20-Nationalmannschaft kam er von Oktober 2009 bis März 2010 in fünf Freundschaftsspielen zum Einsatz und traf dabei zweimal.

## Privates
Am 5. Mai 2014 heiratete Bäcker seine Freundin standesamtlich im Rödermärker Stadtteil Ober-Roden. Sein Trauzeuge war Fußball-Nationalspieler Marco Reus.